# Клервал
Клервал (фр. Clerval) насеље је и општина у источној Француској у региону Франш-Конте, у департману Ду која припада префектури Монбелијар.
По подацима из 2011. године у општини је живело 1051 становника, а густина насељености је износила 88,84 становника/km². Општина се простире на површини од 11,83 km². Налази се на средњој надморској висини од 287 метара (максималној 550 m, а минималној 274 m).

## Демографија
| 1962. | 1968. | 1975. | 1982. | 1990. | 1999. | 2011. |
| ----- | ----- | ----- | ----- | ----- | ----- | ----- |
| 874   | 1.021 | 1.176 | 1.008 | 925   | 1.066 | 1.051 |

График промене броја становника у току последњих година